# Hans Viktor Howaldt
Hans Viktor Howaldt (* 19. Juni 1919 in Lübeck; † 23. Juli 1998 in Königstein im Taunus) war ein deutscher Marineoffizier, Unternehmer und Hochseesegler.

## Seeoffizier
Hans Viktor Howaldt wurde als Sohn des ehemaligen U-Boot-Kommandanten Hans Howaldt geboren und folgte seinem Vater im Lebensweg, indem er 1937 in die Kriegsmarine eintrat. Eine erste Ausbildungsreise 1938 führte mit einem Segelschulschiff in die Karibik und zu den Bermudainseln. Die zweite Ausbildungsfahrt auf dem Linienschiff Schleswig-Holstein ging nach Afrika, Südamerika sowie auf dem Rückweg über England.
Im Zweiten Weltkrieg wurde Howaldt 1940 als Leutnant zur See Kommandant wechselnder Schnellboote, ab August 1944 Gruppenführer und stellvertretender Flottillenchef. Eingesetzt wurde er sowohl im Ärmelkanal, aber vorwiegend in der östlichen Ostsee und im Finnischen Meerbusen, zuletzt seit dem 1. Januar 1945 als Kapitänleutnant. Howaldt wurde mit beiden Eisernen Kreuzen und dem Deutschen Kreuz in Gold ausgezeichnet. Weitere einsatzspezifische Auszeichnungen waren das Schnellboot-Kriegsabzeichen, das Finnische Freiheitskreuz und das Ärmelband Kurland.
Als Reserveoffizier der Bundesmarine wurde er 1968, dem Jahr seiner dritten Transatlantikregatta, zum Korvettenkapitän der Reserve befördert.
Seine Brüder Dietrich und Andreas dienten im Zweiten Weltkrieg ebenfalls auf Schnellbooten.

## Unternehmer
Nach dem Zweiten Weltkrieg widmete er sich gemeinsam mit seinem Vater und seinen Brüdern dem Wiederaufbau des Büromöbel und -maschinenvertriebs der Familie überwiegend am Standort Frankfurt am Main. Er war neben seiner unternehmerischen Tätigkeit in einer Vielzahl von ehrenamtlichen Positionen und Aufsichtsräten tätig, so unter anderem auch ehrenamtlicher Arbeitsrichter, Handelsrichter und Honorarkonsul des Königreichs Nepal in Frankfurt. Für seine Verdienste wurde ihm der Verdienstorden des Verdienstkreuzes der Bundesrepublik Deutschland 1. Klasse verliehen. Er war seit 1969 Ehrenritter des Johanniterordens.

## Hochseesegler

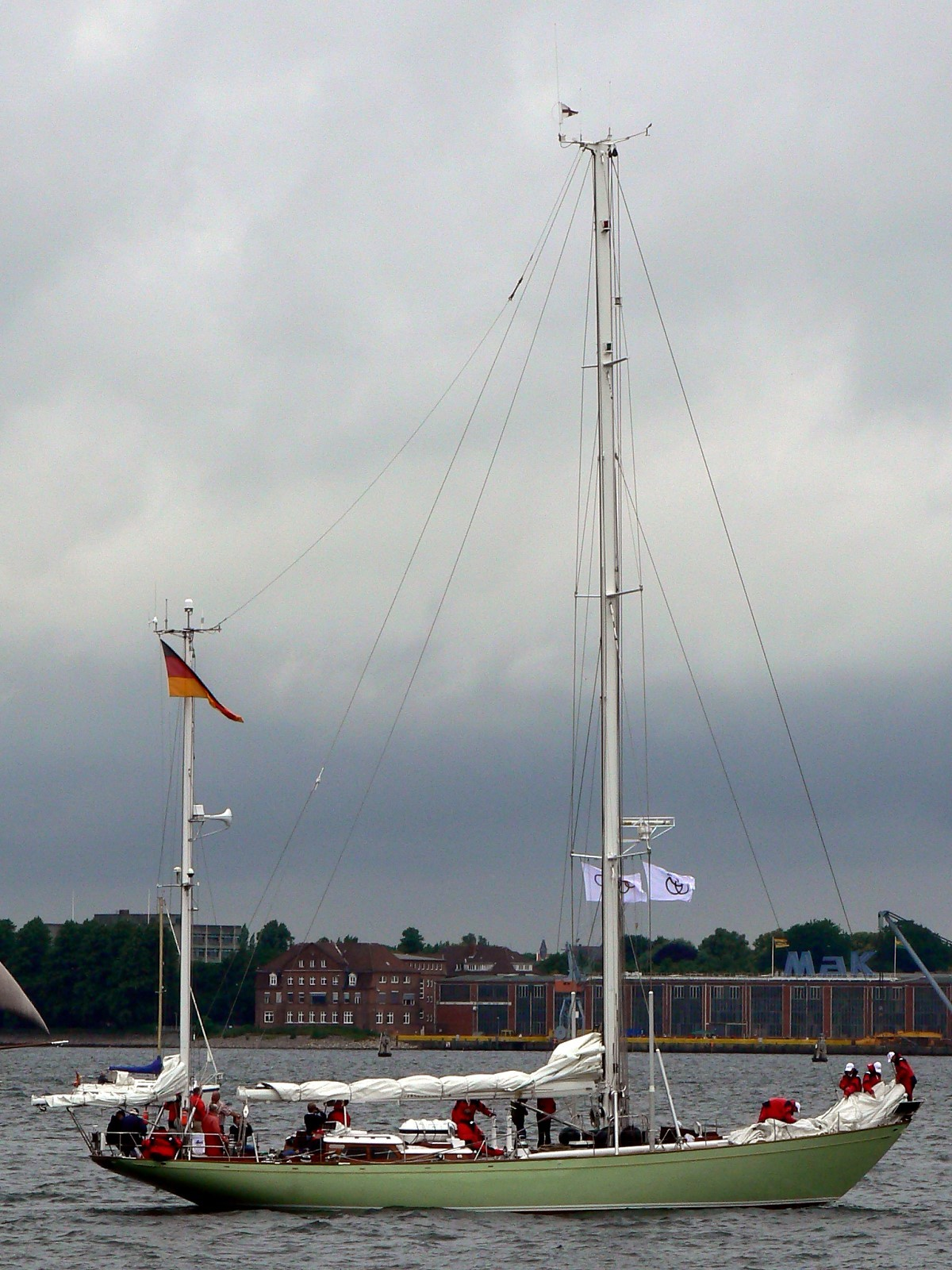
Germania VI (2008) vor Kiel

Hans Viktor Howaldt segelte nach dem Zweiten Weltkrieg, wie auch schon sein Vater bei den Segelwettbewerben der Olympiade 1936 für das Haus Krupp. Als Skipper der Hochseeyachten Germania V und später der Germania VI des Eigners Alfried Krupp von Bohlen und Halbach erwarb er sich mit Wiederaufnahme des Hochseesegelns 1955 eine nach dem Zweiten Weltkrieg in Deutschland herausragende Hochseeerfahrung. Mit der Germania V nahm er an der Transatlantikregatta 1960 von den Bermudas nach Skagen teil. Mit der heute noch für die Krupp-Stiftung segelnden Germania VI segelte er die Transatlantikregatten 1966 (Bermuda–Skagen) und 1968 (Bermuda–Travemünde) mit.

## Werke
- trans atlantic unter bunten segeln. Delius, Klasing & Co., Bielefeld 1962.